# 6e cérémonie des prix Génie
La 6e cérémonie des Prix Génie s'est déroulé le 21 mars 1985 au Palais des congrès du Toronto métropolitain pour récompenser les films sortis en 1984. La soirée était animée par Al Waxman et Kerrie Keane. C'était la première fois que les génies ont été diffusés en direct partout au Canada et ils ont attiré 1,9 million de téléspectateurs.

## Palmarès
Le vainqueur de chaque catégorie est indiqué en gras

### Meilleur court métrage théâtral
- Charade de John Minnis[2]
  - I Think of You Often, Scott Barrie
  - Productivity and Performance by Alex K., Nicolas Stiliadis et Syd Cappe
  - La Terrapène, Michel Bouchard et Jacques Pettigrew